# Mateo Zetic
Mateo Zetic (* 14. Mai 2005 in Wien) ist ein österreichischer Fußballspieler.

## Karriere
Zetic begann seine Karriere beim FV Austria XIII. Zur Saison 2016/17 wechselte er zum FC Stadlau. Zur Saison 2017/18 schloss er sich dem Wiener Sport-Club an. Zur Saison 2019/20 wechselte er zum 1. Simmeringer SC. Zur Saison 2021/22 rückte er in den Kader der ersten Mannschaft Simmerings, für die er dann im August 2021 in der 2. Landesliga debütierte. Insgesamt kam er zu 27 Einsätzen in der fünfthöchsten Spielklasse, in denen er neunmal traf. Mit Simmering stieg er zu Saisonende in die Wiener Stadtliga auf. In der vierthöchsten Liga absolvierte er in der Saison 2022/23 29 Partien und machte dabei sieben Tore.
Zur Saison 2023/24 wechselte Zetic zu den drittklassigen Amateuren der SV Ried. Nach 20 Einsätzen in der Regionalliga debütierte er im April 2024 für die Profis der Rieder in der 2. Liga, als er am 22. Spieltag jener Saison gegen die Kapfenberger SV in der 87. Minute für Fabian Rossdorfer eingewechselt wurde. Für Ried kam er insgesamt zu drei Zweitligaeinsätzen, mit dem Team stieg er 2025 in die Bundesliga auf.
Zur Saison 2025/26 wechselte Zetic leihweise nach Deutschland zu Regionalligist Wacker Burghausen.